# 公務人員保障暨培訓委員會
公務人員保障暨培訓委員會，簡稱保訓會，為中華民國考試院的所屬部會，成立於1996年6月1日，是考試院所屬二級機關，專責公務員的保障和培訓業務。
保訓會獨立行使職權，統一受理各級公務人員提起的復審、再申訴、再審議等救濟。

## 組織
組織
依《公務人員保障暨培訓委員會組織法》規定，保訓會主任委員特任，綜理會務。置副主任委員2人，襄助主任委員處理會務。置專任委員5人至7人，由考試院院長提請總統任命之；兼任委員5人至7人，由考試院院長聘兼之。委員任期，除兼任委員為有關機關副首長、其任期隨職務異動而更易外，均為3年，任滿得連任。置主任秘書1人，為幕僚長。
保訓會委員會議為合議制，由主任委員、副主任委員及委員組成。有關公務人員保障事件，委員超出黨派、依據法律獨立行使職權，均由委員會議依多數決決定。委員亦參與有關公務人員保障及培訓政策、法規之審議事項。
保訓會設有保障處、地方公務人員保障處、培訓發展處、培訓評鑑處、秘書室、人事室、主計室、政風室等單位，並以任務編組方式成立參事室。此外，為應國家文官培訓之需，所屬機關國家文官培訓所於民國88年7月26日成立，嗣於民國99年3月26日改制為國家文官學院及成立中區培訓中心，並由保訓會主任委員兼任院長。

### 內部單位
本會主任委員、政務副主任委員及常務副主任委員之主要學經歷等相關資料
- 主任委員 （页面存档备份，存于）
  - 政務副主任委員 （页面存档备份，存于）
  - 常務副主任委員 （页面存档备份，存于）

- 保障處
- 地方公務人員保障處
- 培訓發展處
- 培訓評鑑處
- 秘書室
- 主計室
- 人事室
- 政風室

### 所屬機關
- 國家文官學院（設有中區培訓中心）

## 历任首长
| 任次 | 姓名   | 到任时间       | 卸任时间       |
| ---- | ------ | -------------- | -------------- |
| 1    | 林基源 | 1996年6月1日   | 2000年5月19日  |
| 2    | 周弘憲 | 2000年5月20日  | 2006年1月24日  |
| 3    | 劉守成 | 2006年1月25日  | 2008年5月19日  |
| 4    | 張明珠 | 2008年9月1日   | 2010年10月12日 |
| 5    | 蔡璧煌 | 2010年10月13日 | 2016年5月19日  |
| 6    | 李逸洋 | 2016年5月20日  | 2017年2月28日  |
| 7    | 郭芳煜 | 2017年3月1日   | 2020年8月31日  |
| 8    | 郝培芝 | 2020年9月1日   | 2024年8月12日  |
| 9    | 蔡秀涓 | 2024年9月1日   | 現任           |

## 外部連結
- 公務人員保障暨培訓委員會 （页面存档备份，存于）